# Tetragnatha serra
Tetragnatha serra là một loài nhện trong họ Tetragnathidae.
Loài này thuộc chi Tetragnatha. Tetragnatha serra được miêu tả năm 1857 bởi Doleschall.